# Friedrich Boie
Friedrich Boie (Meldorf, Holstein, 4 de junio de 1789 - Kiel, 3 de marzo de 1870) fue un zoólogo alemán y hermano de Heinrich Boie.
Boie es el autor de Bemerkungen über Merrem's Versuch eines Systems der Amphibien (Oken's Isis, 1827).

## Abreviatura (zoología)
La abreviatura F. Boie  se emplea para indicar a Friedrich Boie como autoridad en la descripción y taxonomía en zoología.

## Literatura
- Karl August Möbius. Friedrich Boie † Nekrolog. En: J. für Ornithologie 18 ( 3) 1870: 231-233 (en línea, 31 de octubre de 2011